# ЧӀв
ЧӀв, чӀв – trójznak cyrylicy, używany od 1938 r. w języku abazyńskim. Wykorzystywany jest do oznaczania dźwięku [tɕ'ʷ]. Jego odpowiednikiem w alfabecie łacińskim, wykorzystywanym w latach 1932–1938, była litera .

## Przykład użycia
| Język     | Przykład | Tłumaczenie |       |
| --------- | -------- | ----------- | ----- |
| abazyński | чIва́     | jabłko      | [ 5 ] |

## Kodowanie
| Forma     | Wygląd | Części składowe | Części składowe | Części składowe |
| --------- | ------ | --------------- | --------------- | --------------- |
| majuskuła | ЧӀв    | U+0427 Ч        | U+044A Ӏ        | U+0432 в        |
| minuskuła | чӀв    | U+0447 ч        | U+044A Ӏ        | U+0432 в        |